# Werner Dahlheim
Werner Dahlheim (* 2. Juni 1938 in Berlin) ist ein deutscher Althistoriker.

## Akademisches Wirken
Nach dem Abitur am Friedrich-Wilhelm-Gymnasium Trier 1958 studierte Dahlheim an der Universität München, wo er 1965 mit einer Arbeit über die Außenpolitik der römischen Republik bei Robert Werner promoviert wurde. Anschließend war er Assistent in München und an der Freien Universität Berlin, wo er sich 1970 mit einer Studie zur Provinzverwaltung in der römischen Kaiserzeit habilitierte. Dort war er auch Akademischer Rat und vom Sommersemester 1971 bis zum Wintersemester 1971/72 Professor. Von 1972 bis zu seiner Emeritierung 2006 hatte er einen Lehrstuhl für Alte Geschichte an der Technischen Universität Berlin inne.
Schwerpunkt von Dahlheims wissenschaftlicher Tätigkeit ist die römische Geschichte, wo er sich unter anderem mit Außenpolitik und Provinzialverwaltung der Republik sowie mit Persönlichkeiten wie Caesar, Pompeius und Augustus beschäftigt hat, ferner mit dem frühen Christentum und der Rezeption der Antike. Daneben hat er grundlegende Überblickswerke zur römischen Geschichte und zur Antike insgesamt verfasst.

## Anerkennung
Dahlheim war Fachberater des ZDF-Films Große Völker – Die Römer (2014). Ihm wurde 2003 der Friedlieb-Ferdinand-Runge-Preis für unkonventionelle Kunstvermittlung und 2015 der Golo-Mann-Preis für sein Werk Die Welt zur Zeit Jesu verliehen.

## Schriften (Auswahl)
- Struktur und Entwicklung des römischen Völkerrechts im dritten und zweiten Jahrhundert v. Chr. (= Vestigia. Bd. 8). Beck, München 1968 (umgearbeitete und erweiterte Dissertation, Universität München, erschienen 1965 unter dem Titel Deditio und societas. Untersuchungen zur Entwicklung der römischen Außenpolitik in der Blütezeit der Republik).
- Gewalt und Herrschaft. Das provinziale Herrschaftssystem der römischen Republik. De Gruyter, Berlin 1977, ISBN 3-11-006973-3.
- Geschichte der Römischen Kaiserzeit (= Oldenbourg Grundriss der Geschichte. Bd. 3). Oldenbourg, München 1984; 3., überarbeitete und erweiterte Auflage 2003, ISBN 3-486-49673-5.
- Julius Cäsar. Die Ehre des Kriegers und der Untergang der Römischen Republik. Piper, München 1987, ISBN 3-492-15218-X.
Überarbeitete und erweiterte Neuausgabe: Julius Caesar. Die Ehre des Kriegers und die Not des Staates. Schöningh, Paderborn 2005, ISBN 3-506-71981-5 (Rezension von Wilfried Nippel in der Zeit).
- Die griechisch-römische Antike. 2 Bände. Schöningh, Paderborn 1992.
Ausgabe in einem Band: Die Antike. Griechenland und Rom von den Anfängen bis zur Expansion des Islam. 4. Auflage. Schöningh, Paderborn 1995, ISBN 3-506-71980-7.
- An der Wiege Europas. Städtische Freiheit im antiken Rom. Fischer, Frankfurt am Main 2000, ISBN 3-596-60105-3.
- Augustus. Aufrührer, Herrscher, Heiland. Eine Biographie. Beck, München 2010, ISBN 978-3-406-60593-2.
- Die Welt zur Zeit Jesu. Beck, München 2013, ISBN 978-3-406-65176-2.